# Michael Klarman
Michael J. Klarman (né en 1959) est un historien du droit américain et spécialiste du droit constitutionnel. Il est professeur Kirkland & Ellis à la Faculté de droit de Harvard. Auparavant, il est professeur émérite de droit James Monroe, professeur d'histoire et professeur de recherche Elizabeth D. et Richard A. Merrill à la faculté de droit de l'Université de Virginie.

## Jeunesse et éducation
Klarman grandit à Baltimore, Maryland. Son père, Herbert E. Klarman, est économiste de la santé publique. Il est le frère de l'investisseur Seth Klarman.
Klarman est titulaire d'un JD de la Stanford Law School, d'un D.Phil. Il est titulaire d'un B.A. d'Oxford (où il est Marshall Scholar) et d'une maîtrise et d'un B.A. de l'Université de Pennsylvanie. Sa thèse est intitulée « The Osborne Judgment: A Legal/Historical Analysis ». Après avoir obtenu son diplôme de la faculté de droit, il travaille auprès de la juge Ruth Bader Ginsburg lorsqu'elle siégeait à la Cour d'appel des États-Unis pour le circuit du district de Columbia,.

## Carrière

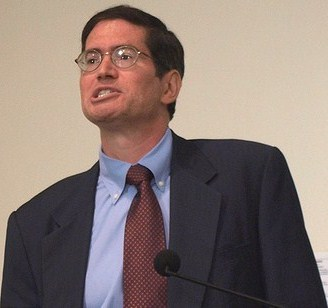
Klarman discute de la Constitution américaine à l'occasion de son anniversaire

Klarman se spécialise dans l'histoire constitutionnelle de la race. Il soutient que la Cour suprême des États-Unis a toujours été hostile aux droits des minorités et n'a pas systématiquement appliqué à ces dernières des protections constitutionnelles. Klarman soutient que la protection des droits civils découle des mœurs sociales dont le tribunal s'inspire,.
Klarman défend également la théorie du processus politique comme méthode d'interprétation constitutionnelle.
Il reçoit le Prix Bancroft en 2005.

## Travaux
- Klarman, « How Brown Changed Race Relations: The Backlash Thesis », The Journal of American History, vol. 81, no 1,‎ 1994, p. 81–118 (DOI 10.2307/2080994, JSTOR 2080994) Preview.
- Klarman, « Is the Supreme Court sometimes irrelevant? Race and the Southern Criminal Justice System in the 1940s », The Journal of American History, vol. 89, no 1,‎ juin 2002, p. 119–153 (DOI 10.2307/2700787, JSTOR 2700787)
- Michael J. Klarman, From Jim Crow to civil rights: the Supreme Court and the struggle for racial equality, Oxford University Press, 2004 (ISBN 9780195129038) Preview.
- Michael J. Klarman, Brown v. Board of Education and the Civil Rights Movement, New York, Oxford University Press, 2007 (ISBN 978-0-19-530763-4, lire en ligne) Preview.
- Michael J. Klarman, Unfinished Business: Racial Equality in American History, New York, Oxford University Press, 2016 (ISBN 978-0-19-994203-9, lire en ligne) Preview
- Michael J. Klarman, The Framers' Coup: The Making of the United States Constitution, New York, Oxford University Press, 14 octobre 2016 (ISBN 978-0-19-994203-9, lire en ligne) Preview.